# Gonomyia (Gonomyia) hippocampi
Gonomyia (Gonomyia) hippocampi is een tweevleugelige uit de familie steltmuggen (Limoniidae). De soort komt voor in het Palearctisch gebied.